# Гогуля Віра Степанівна
Віра Степанівна Гогуля (нар. 5 серпня 1942, село Зачернеччя, тепер Любомльського району Волинської області) — українська радянська діячка, доярка колгоспу імені Пархоменка Любомльського району Волинської області. Депутат Верховної Ради УРСР 11-го скликання.

## Біографія
Народилася в селянській родині. Освіта середня.
З 1958 року — колгоспниця, з 1960 року — доярка колгоспу імені Пархоменка Любомльського району Волинської області.
Член КПРС з 1967 року.
Потім — на пенсії в селі Зачернеччя Любомльського району Волинської області.

## Нагороди
- два ордени Леніна (1965, 1980)
- медалі